# 塔內·庫爾巴斯
塔內·庫爾巴斯（1988年5月8日—），愛沙尼亞籃球運動員，現在效力於愛沙尼亞球隊Tartu Ülikool Korvpallimeeskond。他也代表愛沙尼亞國家男子籃球隊參賽。